# عائد اجتماعي
العائد الاجتماعي هو العائد على الأصول الرأسمالية والموارد الطبيعية التي يمتلكها المجتمع في الاقتصاد الاشتراكي. يظهر هذا المفهوم بشكل خاص كميزة رئيسية للاشتراكية السوقية، فيأخذ شكل دفع أرباح لكل مواطن، تكون هذه الأرباح مستمدة من الدخل الذي تولده الشركات المملوكة للقطاع العام، وتمثل حصة الفرد في رأس المال والموارد الطبيعية التي يملكها المجتمع.
على الرغم من أن مفهوم العائد الاجتماعي لم يطبق بعد على نطاق واسع، إلا أن سياسات مماثلة قد اعتمدت سابقًا وإن كانت على نطاق محدود. في كل من الاقتصادات السوفياتية السابقة والبلدان غير الاشتراكية، اعتبرت الأرباح الصافية للمؤسسات الحكومية المدرة للدخل مصدرًا للإيرادات العامة التي تنفقها الحكومة مباشرة لتمويل السلع والخدمات العامة المختلفة.
يتداخل مفهوم العائد الاجتماعي مع مفهوم ضمان الدخل الأساسي الشامل، لكن الفارق بينهما هو أن العائد الاجتماعي ينطوي على الملكية الاجتماعية للأصول المنتجة، بينما الدخل الأساسي لا يعني بالضرورة الملكية الاجتماعية، إذ إن تمويله ممكن من خلال مجموعة أكبر من المصادر. على عكس الدخل الأساسي، يختلف العائد الاجتماعي بحسب أداء الاقتصاد المملوك اجتماعيًا. يمكن اعتبار العائد الاجتماعي بمثابة النظير الاشتراكي للدخل الأساسي. في الآونة الأخيرة، استخدم مصطلح العائد الأساسي الشامل لمقارنة مفهوم العائد الاجتماعي بالدخل الأساسي.

## نظرة عامة
تعتبر الأرباح الاجتماعية سمة رئيسية في العديد من نماذج اشتراكية السوق التي تتميز بها الشركات المملوكة للقطاع العام، والتي تعمل على تحقيق أقصى قدر من الأرباح داخل اقتصاد السوق. في مثل هذا النظام، سيمنح العائد الاجتماعي لكل مواطن حصة من الدخل الناتج عن الأصول المملوكة بشكل عام وعن الموارد الطبيعية، والتي سيُحصل عليها إضافة لأي دخل مقابل العمل (الرواتب والأجور). على عكس المتغيرات التعاونية للاشتراكية السوقية، حيث توزع أرباح كل شركة بين الأعضاء أو الموظفين في كل شركة على حدة، فإن العائد الاجتماعي يفيد الجمهور بشكل عام. كما أن العائد الاجتماعي سيلغي الحاجة إلى برامج الرعاية الاجتماعية وإعادة توزيع الدخل، إلى جانب التكاليف الإدارية التي تتكبدها هذه البرامج الموجودة في الاقتصادات الرأسمالية.
تشمل فوائد العائد الاجتماعي تقاسم فوائد النمو الاقتصادي والتقدم التكنولوجي على نطاق واسع وزيادة الاستقلال الذاتي للمواطنين وزيادة المساواة الاجتماعية والدخل والقضاء على الاختلافات الطبقية في المجتمع وهي التي تنشأ عادة عن دخل العمل ودخل الملكية. كما أن للعائد الاجتماعي مزايا يتفوق بها على الدخل الأساسي، فهو يعالج الانتقادات القائلة إن الدخل الأساسي التقليدي يمكن استخدامه كمبرر لإضعاف قوانين حماية العمل وتعويض البطالة وخلق سكان يعتمدون على مستويات الكفاف للدخل الذي يوفره الدخل الأساسي، وقد يعمل على زيادة عرقلة الانتقال إلى مجتمع ما بعد الرأسمالية.
هناك العديد من الأشكال المؤسساتية التي يمكن أن يتخذها العائد الاجتماعي. بشكل عام، يُنظر إليه على أنه يوزع دون قيود، حتى على العاطلين عن العمل، لكن الترتيب المؤسساتي الدقيق يختلف مع اختلاف الاقتراحات، فعلى سبيل المثال، قد تكون هناك قيود معينة على استلام الأرباح الموزعة المفروضة على العاطلين عن العمل.
يشمل الاقتصاديون البارزون وعلماء السياسة الذين وضعوا نماذج للعائد الاجتماعي في نماذجهم للاشتراكية أمثال أوسكار لانج وأبا ليرنر وجيمس ميد وجيمس يونكر وجون رومر وبراناب باردهان وديفيد شويكارت ويانيس فاروفاكيس.

## التاريخ النظري

### الأصول
كمقدمة لمفهوم العائد الاجتماعي، جادل ليون والراس، أحد مؤسسي الاقتصاد النيوكلاسيكي الذين ساعدوا في صياغة نظرية التوازن العام، بأنه لا يمكن تحقيق المنافسة الحرة إلا في ظل ملكية الدولة للموارد الطبيعية وللأرض. جادل والراس بأن الأراضي والموارد الطبيعية المؤممة ستوفر مصدر دخل للدولة ما يلغي الحاجة إلى ضرائب الدخل.
في نقد كارل ماركس للاقتصاد السياسي، دخل الملكية عنصر من قيمة الفائض، والتي تشير إلى القيمة الصافية فوق إجمالي فاتورة الأجور. تُوزع القيمة الفائضة بين أقلية صغيرة من المالكين الرأسماليين والمساهمين الخاصين. يخصص الرأسماليون منتج العمل الاجتماعي من خلال امتلاك سندات ملكية لوسائل الإنتاج. في حين عارض ماركس توزيع دخل الملكية في ظل الرأسمالية، لم تكن الطريقة التي يوزع بها دخل الملكية أداة الانهيار الرأسمالي كما أنها لم تكن السبب الرئيسي للمطالبة بإلغاء الرأسمالية من وجهة نظر ماركس. من وجهة نظر ماركس. لم يعارض ماركس الرأسمالية بسبب أي خلل أخلاقي مفترض في توزيع الأرباح خلالها، ولكن لأن ديناميتها الأساسية لتراكم رأس المال وتخصيص فائض القيمة كانت غير مستقرة وفي النهاية غير مستدامة داخليًا. بالنسبة لماركس، ضمنت الاشتراكية نهاية لهذه الديناميكية الطبقية، حيث سيتقاسم جميع أفراد المجتمع الفائض الناتج عن وسائل الإنتاج الاجتماعية.
طرح الاقتصادي البريطاني جورج دوغلاس هوارد كول مصطلح «العائد الاجتماعي» في كتابه مبادئ التخطيط الاقتصادي عام 1935 للإشارة إلى توزيع صافي الناتج الاجتماعي على هيئة صرف نقدي للاقتصاد الاشتراكي. قبل ذلك، افترض معظم الاقتصاديين الاشتراكيين أن الناتج الاجتماعي الصافي سيُحوّل إلى السكان عينيًا. في نموذج كول، سيوزع الدخل على أساس العمل المنجز وعلى أساس المواطنة، ويمثل الأخير المكاسب الاجتماعية التي تعترف بـ «... حق كل مواطن كمستهلك بالمشاركة في التراث المشترك للقوة الإنتاجية». والهدف من ذلك هو جعل الأرباح كبيرة بما يكفي لتغطية الاحتياجات الأساسية لكل مواطن، وذلك من خلال زيادة النمو الاقتصادي وزيادة الكفاءة.

## في التطبيق
طبقت أنظمة توزيع الأرباح الاجتماعية بشكل محدود على أساس الملكية العامة للموارد الطبيعية في ولاية ألاسكا من خلال صندوق ألاسكا الدائم، وفي النرويج من خلال صندوق التقاعد الحكومي النرويجي. يوزع صندوق ألاسكا الدائم حصة في ثروة الدولة مستمدة من الدخل الملكي من النفط المنتج على الأراضي المملوكة للدولة واحتياطيات النفط لكل فرد على شكل توزيعات أرباح تُدفع على أساس المواطنة.
في جمهورية الصين الشعبية نجد أنظمة إقليمية تشبه العوائد الاجتماعية. وزعت منطقة ماكاو الإدارية الخاصة المدفوعات النقدية على سكانها منذ عام 2008 من خلال نظام تقسيم الثروة، بهدف مشاركة نتائج التنمية في المنطقة مع سكانها. يحصل سكان ماكاو على مكافأة سنوية حكومية ممولة بشكل رئيسي من عائدات اليانصيب. في قرية هوايدي، في شيجيازوانغ، هيباي، حصل جميع المواطنين على عائد اجتماعي سنوي ممول من حقوق تطوير الأراضي المملوكة بشكل جماعي منذ عام 1995. كما تستخدم الأصول العقارية  هناكفي تمويل مجموعة من المزايا العينية والخدمات العامة.
وزعت حكومة سنغافورة «عائد النمو» على معظم مواطنيها عام 2011 بتمويل من تضخم الإيرادات الحكومية من معدلات النمو الاقتصادي المرتفعة. ومع ذلك، على عكس المكاسب الاجتماعية، كان «عائد النمو» هذا عبارة عن مدفوعات لمرة واحدة.